# Steffen Janich
Steffen Janich (* 22. Januar 1971 in Pirna) ist ein deutscher Politiker (AfD). Er ist seit 2021 direkt gewähltes Mitglied des Deutschen Bundestages für den Bundestagswahlkreis Sächsische Schweiz – Osterzgebirge (Wahlkreis 158).

## Leben
Nach Abschluss der Polytechnischen Oberschule Johann Wolfgang Goethe in Pirna 1987 begann er eine Klempnerlehre. 1993 wurde er an der Fachschule für Technik und Betriebswirtschaft in Dresden zum Betriebswirt diplomiert. Nach eigenen Angaben wurde er 1994 Polizeianwärter und im Folgejahr Polizeibeamter der Landespolizei Sachsen, 2002 absolvierte er eine Ausbildung zum Kampfsport-Trainer.
Ende April 2020 wurde Janich vom Polizeidienst suspendiert, weil er Versammlungsleiter einer nicht angemeldeten Demonstration gegen die Maßnahmen zur Eindämmung der COVID-19-Pandemie war, bei der es zu Verstößen gegen Auflagen und Beschimpfungen von Polizeibeamten kam.
Anfang Februar 2023 berichtete FAKT über eine von Janich eröffnete WhatsApp-Gruppe mit Mitgliedern aus Pirna, in denen ein Kreistagsmitglied Umsturzfantasien äußerte. Ein in der Gruppe gepostetes Meme mit der Aussage „Zwei Dinge sollten immer weiss [sic!] sein / Weihnachten und Deutschland“ habe Janich zustimmend kommentiert.
Janich lebt in Dohma.

## Politische Karriere
Nach langjähriger Mitgliedschaft bei der CDU Sachsen trat er 2013 in die AfD Sachsen ein. Im selben Jahr wurde er Kreisvorsitzender für den Bundestagswahlkreis Sächsische Schweiz – Osterzgebirge (Wahlkreis 158). Aus Verärgerung über den Politikstil Frauke Petrys trat er 2014 aus der Partei aus und 2018 wieder ein, als Petry aus der AfD austrat. Petry war 2017 die gewählte Direktkandidatin (37,4 % der Erststimmen, 8,6 % Vorsprung vor dem CDU-Kandidaten) im oben genannten Wahlkreis gewesen.
Bei der Bundestagswahl 2021 kandidierte er sowohl als Listenkandidat der Landesliste der AfD Sachsen als auch als Direktkandidat für den Wahlkreis Sächsische Schweiz – Osterzgebirge. Er errang mit 33 % Stimmenanteil und 13,8 % Vorsprung auf Corinna Franke-Wöller (CDU), Ehefrau des ehemaligen sächsischen Innenministers Roland Wöller, das Direktmandat als Abgeordneter zum Deutschen Bundestag. Im Bundestag ist Janich ordentliches Mitglied im Ausschuss für Inneres und Heimat und gehört als stellvertretendes Mitglied dem Ausschuss für Ernährung und Landwirtschaft an. Ferner ist er stellvertretender Vorsitzender der Parlamentariergruppe Östliches Afrika und der Deutsch-Mittelamerikanischen Parlamentariergruppe.

### Politische Positionen
Janich will sich für die Aufarbeitung der laut ihm ungerechtfertigten Corona-Maßnahmen einsetzen. Außerdem schwebt ihm u. a. die Anpassung des Leitzinses vor. In Sachen Digitalisierung will er die Haushalte im ländlichen Raum anbinden, aber auch die digitale Struktur in den Ballungsgebieten stärken. Die Braunkohleverstromung will er nicht abschalten, da in der Lausitz 25.000 Arbeitsplätze auf dem Spiel stünden. Er will sich unter anderem dafür einsetzen, „dass künftig nicht mehr Milliarden von Insekten und Hunderte von Vögeln in den Windschreddermaschinen auf unseren Feldern getötet werden“. In Sachen Migration möchte er die „merkelsche Sonderregelung“ rückabwickeln und eine strikte Trennung von Migration, Kriegsflüchtlingen und Asyl.